# Конёк-Горбунок (альбом)
Конёк-Горбунок — студийный альбом группы «Рок-Синдром».

## Об альбоме
22 апреля 2016 года в Международный день Матери-Земли (International Mother Earth Day)
на всех цифровых площадках iTunes, Google Play, Яндекс. Музыка и т. д. состоялся релиз альбома группы «Рок-синдром» — «Конёк-Горбунок»
(разделенного на 11 треков для удобства прослушивания), самого длинного рок-н-ролла в мире. Альбом записан на полный текст сказки «Конёк-Горбунок», автор — Ершов, Пётр Павлович. Выпускающий лейбл — Soyuz Music.
Пресса своеобразно отреагировала на выход альбома, являющегося длинным рок-н-роллом, дав определение музыкальному стилю как рок-опера, и посетовала:

Полагаю, тем, кто выдержит все 132 минуты, надо давать или приз, или путёвку в психоневрологический санаторий.
Понятие «рок-опера» подразумевает использование разных мелодий и разных голосов,
но «Рок-синдром» все два с половиной часа шарашит свой «самый длинный рок-н-ролл в мире» на одной весьма условной мелодии.

## Список композиций
| №   | Название   | Текст песни          | Музыка          | Длительность |
| --- | ---------- | -------------------- | --------------- | ------------ |
| 1.  | «Часть 1»  | Ершов, Пётр Павлович | Сергей Горбунов | 13:21        |
| 2.  | «Часть 2»  | Ершов, Пётр Павлович | Сергей Горбунов | 12:51        |
| 3.  | «Часть 3»  | Ершов, Пётр Павлович | Сергей Горбунов | 10:33        |
| 4.  | «Часть 4»  | Ершов, Пётр Павлович | Сергей Горбунов | 12:58        |
| 5.  | «Часть 5»  | Ершов, Пётр Павлович | Сергей Горбунов | 12:16        |
| 6.  | «Часть 6»  | Ершов, Пётр Павлович | Сергей Горбунов | 9:23         |
| 7.  | «Часть 7»  | Ершов, Пётр Павлович | Сергей Горбунов | 13:43        |
| 8.  | «Часть 8»  | Ершов, Пётр Павлович | Сергей Горбунов | 16:49        |
| 9.  | «Часть 9»  | Ершов, Пётр Павлович | Сергей Горбунов | 11:47        |
| 10. | «Часть 10» | Ершов, Пётр Павлович | Сергей Горбунов | 10:15        |
| 11. | «Часть 11» | Ершов, Пётр Павлович | Сергей Горбунов | 8:00         |

## Участники записи
- Сергей Горбунов — вокал, гитара
- Алена Полтавская — бас-гитара
- Frank Enstein — барабаны

## Дополнительная информация
- Оформление: идея — Рок-Синдром, художник — Михаил Горбунов.